# Liste der Naturdenkmale in Bruch (Eifel)
Die Liste der Naturdenkmale in Bruch nennt die im Gemeindegebiet von Bruch ausgewiesenen Naturdenkmale (Stand 11. März 2024).

## Naturdenkmale
| Nr.         | Bezeichnung  | Lage                                                    | Beschreibung | Bild                                    |
| ----------- | ------------ | ------------------------------------------------------- | ------------ | --------------------------------------- |
| ND-7231-498 | Teufelsstein | nordwestlich des Ortes; Abteilung Im Mellicherberg Lage | Monolith     | Direkt Bild zu diesem Denkmal hochladen |

## Ehemalige Naturdenkmale
| Nr. | Bezeichnung | Lage                                                       | Beschreibung                             | Bild                                    |
| --- | ----------- | ---------------------------------------------------------- | ---------------------------------------- | --------------------------------------- |
|     | Alte Eiche  | südlich des Ortes an der Gemarkungsgrenze zu Gladbach Lage | Quercus sp.; Rechtsverordnung aufgehoben | Direkt Bild zu diesem Denkmal hochladen |